# Голые мыши

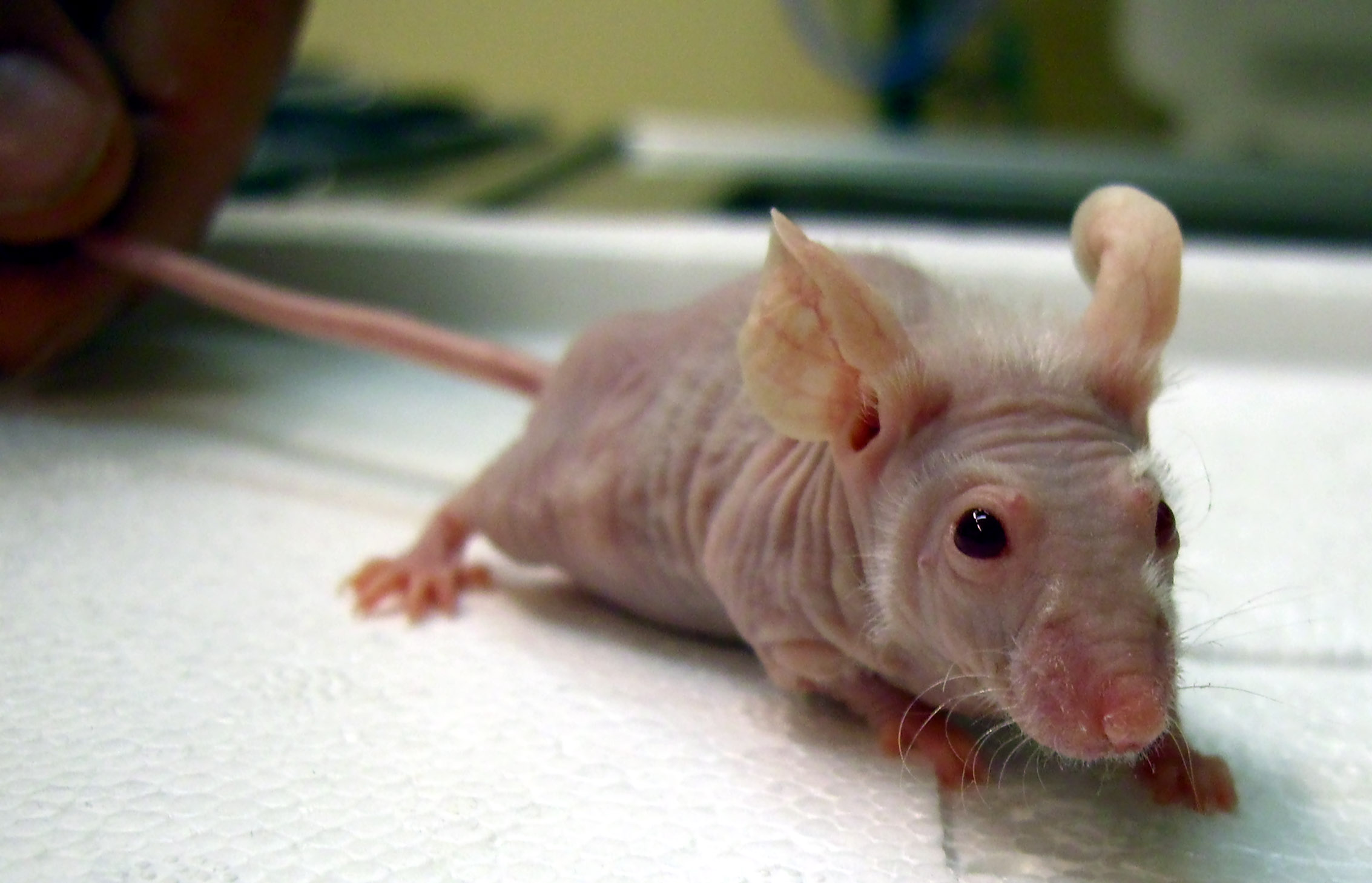
Голая мышь

Голые мыши Nude (Nu) — порода лабораторных мышей, имеющих мутацию, проявляющуюся в недоразвитии или отсутствии тимуса, что приводит к подавлению иммунных функций и низкому числу Т-лимфоцитов. Фенотип, или основное внешнее отличие таких мышей состоит в отсутствии шерстяного покрова, что и дало им их текущее название. Голые мыши весьма ценны для научных исследований благодаря тому, что они переносят трансплантацию различных видов тканей и опухолевых ксенографтов, поскольку обладают сниженной реакцией отторжения трансплантата. Такие ксенографты используются при исследованиях новых методов обнаружения и лечения рака. Генетической основой мутации голых мышей является подавление гена FOXN1. В настоящее время используются все реже, что связано с получением более перспективных моделей — NOD, SCID, NOD/SCID, RAG, NOD/SCID Gamma (NSG) мышей. Так, эффективность трансплантации в NSG мышей выше в 50 000 раз по сравнению с Nude.

## Номенклатура
С момента открытия голых мышей их номенклатура менялась несколько раз. Исходно их называли nu, а затем, когда был обнаружен мутировавший ген — Hfh11nu. Затем, в 2000 году, когда мутировавший ген был идентифицирован как член семейства FOX, название обновилось до Foxn1nu.

## История и значение
Голых мышей открыл Норман Рой Грист, в 1962 году в вирусологической лаборатории Браунли города Глазго.
Поскольку у них отсутствует тимус, у голых мышей нет достаточно сформировавшихся Т-лимфоцитов, в силу чего отсутствуют многие типы адаптивных иммунных реакций, например:
1. формирование антител, для чего нужны Т-хэлперы CD4+;
2. клеточный иммунитет, требующий Т-хэлперы CD4+ и/или CD8+;
3. гиперчувствительность замедленного типа (требуются Т-хэлперы CD4+);
4. уничтожение заражённых вирусами или опухолевых клеток (нужны Т-киллеры CD8+);
5. отторжение трансплантата (нужны T-лимфоциты CD4+ и CD8+).

Вышеописанные свойства позволяют использовать голых мышей как лабораторных животных в исследованиях иммунной системы, лейкемии, рака, СПИДа и других форм иммунодефицита, а также проказы. Более того, отсутствие действующих Т-лейкоцитов препятствует отторжению не только аллографтов, но и ксенографтов, то есть образцов тканей другого биологического вида.
По мере взросления голых мышей немного Т-лимфоцитов в организме все же появляется. По этой причине голые мыши сегодня уже не так популярны, поскольку сейчас имеются «нокаутные» мыши с более существенными дефектами иммунной системы (например, нокаутные мыши RAG1 и RAG2).

## Генетика
Голые мыши имеют случайные дефекты гена FOXN1 (люди с аналогичными дефектами также лишены тимуса и страдают иммунодефицитом). Мыши с целенаправленными повреждениями гена FOXN1 (так называемые «нокаутные мыши») обладают схожим фенотипом. Поскольку самки голых мышей имеют также недоразвитые молочные железы и не могут выкармливать потомство, самцов голых мышей спаривают с обычными гетерозиготными самками.

## Продолжительность жизни
Продолжительность жизни голых мышей обычно варьируется от 6 месяцев до года. В условиях лаборатории, использующей голых мышей в исследованиях, в защищённом от микробов окружении и при поддержке антибиотиками продолжительность их жизни может достигать показателей обычных мышей (от 18 месяцев до двух лет).